# Синестрелки
Синестрелки, или меняшки, или эналлагмы (лат. Enallagma) — род стрекоз семейства стрелок

## Этимология названия
Греч, η εναλλαγή — поворот, перемещение, замена. Представители рода имеют изменчивый чёрный рисунок на теле.

## Описание
Небольшие стрекозы с тонким брюшком. Крылья прозрачные. Отличительным признаком представителей рода является очень широкая светлая доплечевая полоска, которая по ширине примерно равна чёрной плечевой полосе. Задний край переднегруди не имеет лопастей, выемок, выступов или углов, равномерно закругленный или же почти плоский.

## Виды
В мировой фауне известно более 30 видов. Распространённый преимущественно в Северной Америке, на территории России распространён 1 до 3 представителей рода.
- Enallagma ambiguum Navás, 1936
- Enallagma anna Williamson, 1900
- Enallagma annexum (Hagen, 1861)
- Enallagma antennatum (Say, 1839)
- Enallagma aspersum (Hagen, 1861)
- Enallagma basidens Calvert, 1902
- Enallagma boreale Selys, 1875
- Enallagma cardenium (Hagen, 1861)
- Enallagma carunculatum Morse, 1895
- Enallagma civile (Hagen, 1861)
- Enallagma clausum Morse, 1895
- Enallagma concisum Williamson, 1922
- Enallagma cyathigerum (Charpentier, 1840)
- Enallagma daeckii (Calvert, 1903)
- Enallagma davisi Westfall, 1943
- Enallagma deserti Selys, 1871
- Enallagma divagans Selys, 1876
- Enallagma doubledayi (Selys, 1850)
- Enallagma dubium Root, 1924
- Enallagma durum (Hagen, 1861)
- Enallagma ebrium (Hagen, 1861)
- Enallagma eiseni Calvert, 1895
- Enallagma exsulans (Hagen, 1861)
- Enallagma geminatum Kellicott, 1895
- Enallagma hageni (Walsh, 1863)
- Enallagma laterale Morse, 1895
- Enallagma minusculum Morse, 1895
- Enallagma novaehispaniae Calvert, 1907
- Enallagma pallidum Root, 1923
- Enallagma parvum Selys,1876
- Enallagma pictum Morse, 1895
- Enallagma pollutum (Hagen, 1861)
- Enallagma praevarum (Hagen, 1861)
- Enallagma recurvatum Davis, 1913
- Enallagma semicirculare Selys, 1876
- Enallagma signatum (Hagen, 1861)
- Enallagma sulcatum Williamson, 1922
- Enallagma traviatum Selys, 1876
- Enallagma truncatum (Gundlach, 1888)
- Enallagma vernale Gloyd, 1943
- Enallagma vesperum Calvert, 1919
- Enallagma weewa Byers, 1927